# U-20-Fußball-Südamerikameisterschaft der Frauen 2012
Die U-20-Fußball-Südamerikameisterschaft der Frauen 2012 fand vom 20. Januar bis zum 5. Februar 2012 in Brasilien statt und war die fünfte Ausgabe des Turniers.
Die zwei nach Abschluss des Turniers bestplatzierten Auswahlmannschaften qualifizierten sich für die U-20-Weltmeisterschaft 2012 in Japan.
Aus der Veranstaltung ging die U-20 Brasiliens als Sieger hervor. Zweitplatzierte wurde die Auswahl Argentiniens. Torschützenkönigin des Turniers war mit neun erzielten Treffern die Brasilianerin Ketlen Wiggers.

## Spielorte
Die Partien der U-20-Südamerikameisterschaft fanden in vier Stadien statt.
- Estádio Durival Britto e Silva – Curitiba – 20.083 Plätze
- Estadio Germano Krüger – Ponta Grossa – 10.632 Plätze
- Estádio Fernando Charbub Farah – Paranaguá – 12.218 Plätze
- Estádio Major Antônio Couto Pereira – Curitiba – 40.130 Plätze

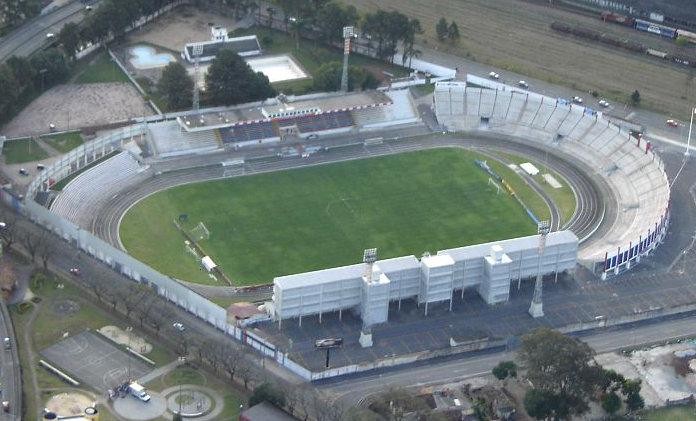
Estádio Durival Britto e Silva
Estadio Germano Krüger
Estádio Major Antônio Couto Pereira

## Modus
Gespielt wurde eine Vorrunde in zwei Fünfer-Gruppen. Die anschließende Finalphase mit den zwei gruppenbesten Mannschaften wurde ebenfalls im Gruppenmodus ausgetragen.
Es nahmen am Turnier die Nationalmannschaften Argentiniens, Boliviens, Brasiliens, Chiles, Ecuadors, Kolumbiens, Paraguays, Perus, Uruguays und Venezuelas teil.

## Gruppenphase

### Gruppe A
| Pl.                             | Land      | Sp. | S | U | N | Tore    | Diff. | Punkte |
| ------------------------------- | --------- | --- | - | - | - | ------- | ----- | ------ |
| 1.                              | Brasilien | 4   | 4 | 0 | 0 | 016:100 | +15   | 12     |
| 2.                              | Paraguay  | 4   | 2 | 1 | 1 | 006:300 | +3    | 07     |
| 3.                              | Uruguay   | 4   | 2 | 0 | 2 | 006:120 | −6    | 06     |
| 4.                              | Bolivien  | 4   | 0 | 2 | 2 | 002:400 | −2    | 02     |
| 5.                              | Peru      | 4   | 0 | 1 | 3 | 001:900 | −8    | 01     |
| Qualifiziert für die Finalrunde |           |     |   |   |   |         |       |        |

|                             |   |           |           |
| 20.1. in Vila Capanema      |   |           |           |
| Uruguay                     | – | Peru      | 2:1 (1:0) |
| Brasilien                   | – | Paraguay  | 2:0 (1:0) |
| 22.1. in Vila Capanema      |   |           |           |
| Paraguay                    | – | Uruguay   | 3:1 (2:0) |
| Bolivien                    | – | Peru      | 0:0       |
| 24.1. in Germano Krüger     |   |           |           |
| Uruguay                     | – | Bolivien  | 2:1 (0:0) |
| Peru                        | – | Brasilien | 0:6 (0:2) |
| 26.1. in Vila Capanema      |   |           |           |
| Paraguay                    | – | Bolivien  | 0:0       |
| Brasilien                   | – | Uruguay   | 7:0 (2:0) |
| 28.1. in Gigante do Itiberê |   |           |           |
| Peru                        | – | Paraguay  | 0:3 (0:3) |
| Bolivien                    | – | Brasilien | 1:2 (1:2) |

### Gruppe B
| Pl.                             | Land        | Sp. | S | U | N | Tore    | Diff. | Punkte |
| ------------------------------- | ----------- | --- | - | - | - | ------- | ----- | ------ |
| 1.                              | Argentinien | 4   | 3 | 0 | 1 | 010:600 | +4    | 09     |
| 2.                              | Kolumbien   | 4   | 3 | 0 | 1 | 007:300 | +4    | 09     |
| 3.                              | Chile       | 4   | 2 | 0 | 2 | 009:500 | +4    | 06     |
| 4.                              | Ecuador     | 4   | 1 | 0 | 3 | 006:110 | −5    | 03     |
| 5.                              | Venezuela   | 4   | 1 | 0 | 3 | 004:100 | −6    | 03     |
| Qualifiziert für die Finalrunde |             |     |   |   |   |         |       |        |

|                             |   |             |           |
| 21.1. in Gigante do Itiberê |   |             |           |
| Ecuador                     | – | Venezuela   | 3:2 (1:2) |
| Argentinien                 | – | Kolumbien   | 0:1 (0:0) |
| 23.1. in Vila Capanema      |   |             |           |
| Kolumbien                   | – | Ecuador     | 2:0 (2:0) |
| Chile                       | – | Venezuela   | 4:0 (2:0) |
| 25.1. in Vila Capanema      |   |             |           |
| Ecuador                     | – | Chile       | 1:3 (0:1) |
| Venezuela                   | – | Argentinien | 1:3 (1:2) |
| 27.1. in Vila Capanema      |   |             |           |
| Kolumbien                   | – | Chile       | 1:0 (1:0) |
| Argentinien                 | – | Ecuador     | 4:2 (3:1) |
| 29.1. in Vila Capanema      |   |             |           |
| Venezuela                   | – | Kolumbien   | 1:0 (1:0) |
| Chile                       | – | Argentinien | 2:3 (1:1) |

## Finalrunde
| Pl.                                                                                            | Land        | Sp. | S | U | N | Tore    | Diff. | Punkte |
| ---------------------------------------------------------------------------------------------- | ----------- | --- | - | - | - | ------- | ----- | ------ |
| 1.                                                                                             | Brasilien   | 3   | 3 | 0 | 0 | 011:000 | +11   | 09     |
| 2.                                                                                             | Argentinien | 3   | 1 | 1 | 1 | 005:500 | ±0    | 04     |
| 3.                                                                                             | Kolumbien   | 3   | 1 | 0 | 2 | 003:500 | −2    | 03     |
| 4.                                                                                             | Paraguay    | 3   | 0 | 1 | 2 | 003:120 | −9    | 01     |
| U-20-Südamerikameister und qualifiziert für die U-20-WM 2012 Qualifiziert für die U-20-WM 2012 |             |     |   |   |   |         |       |        |

|                        |   |             |           |
| 1.2. in Germano Krüger |   |             |           |
| Argentinien            | – | Paraguay    | 2:2 (1:1) |
| Brasilien              | – | Kolumbien   | 1:0 (1:0) |
| 3.2. in Vila Capanema  |   |             |           |
| Argentinien            | – | Kolumbien   | 3:1 (2:1) |
| Brasilien              | – | Paraguay    | 8:0 (4:0) |
| 5.2. in Couto Pereira  |   |             |           |
| Paraguay               | – | Kolumbien   | 1:2 (0:1) |
| Brasilien              | – | Argentinien | 2:0 (0:0) |